# Yutorito-Linie

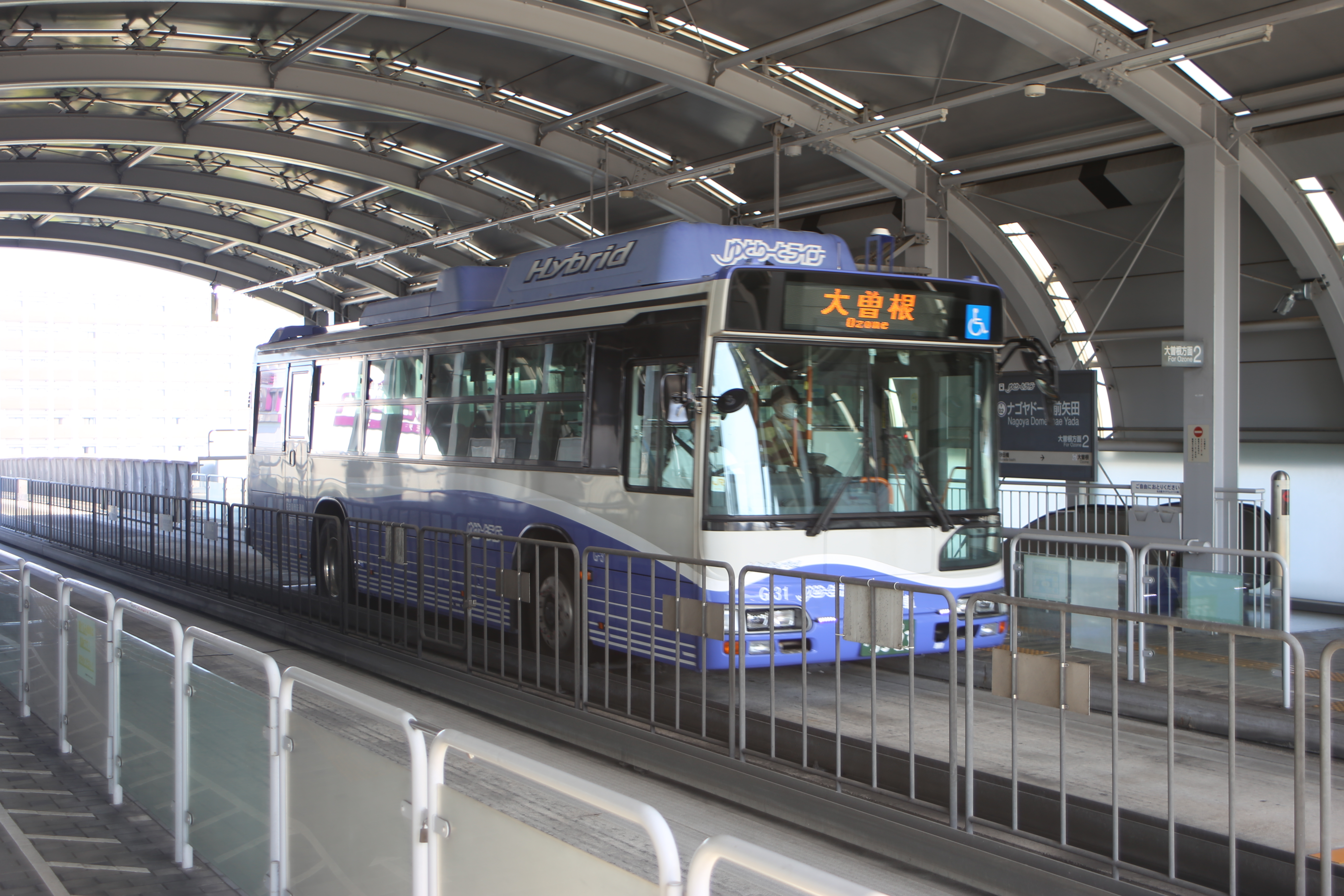
Spurgeführter Bus an der Station Nagoya Dome-mae Yada

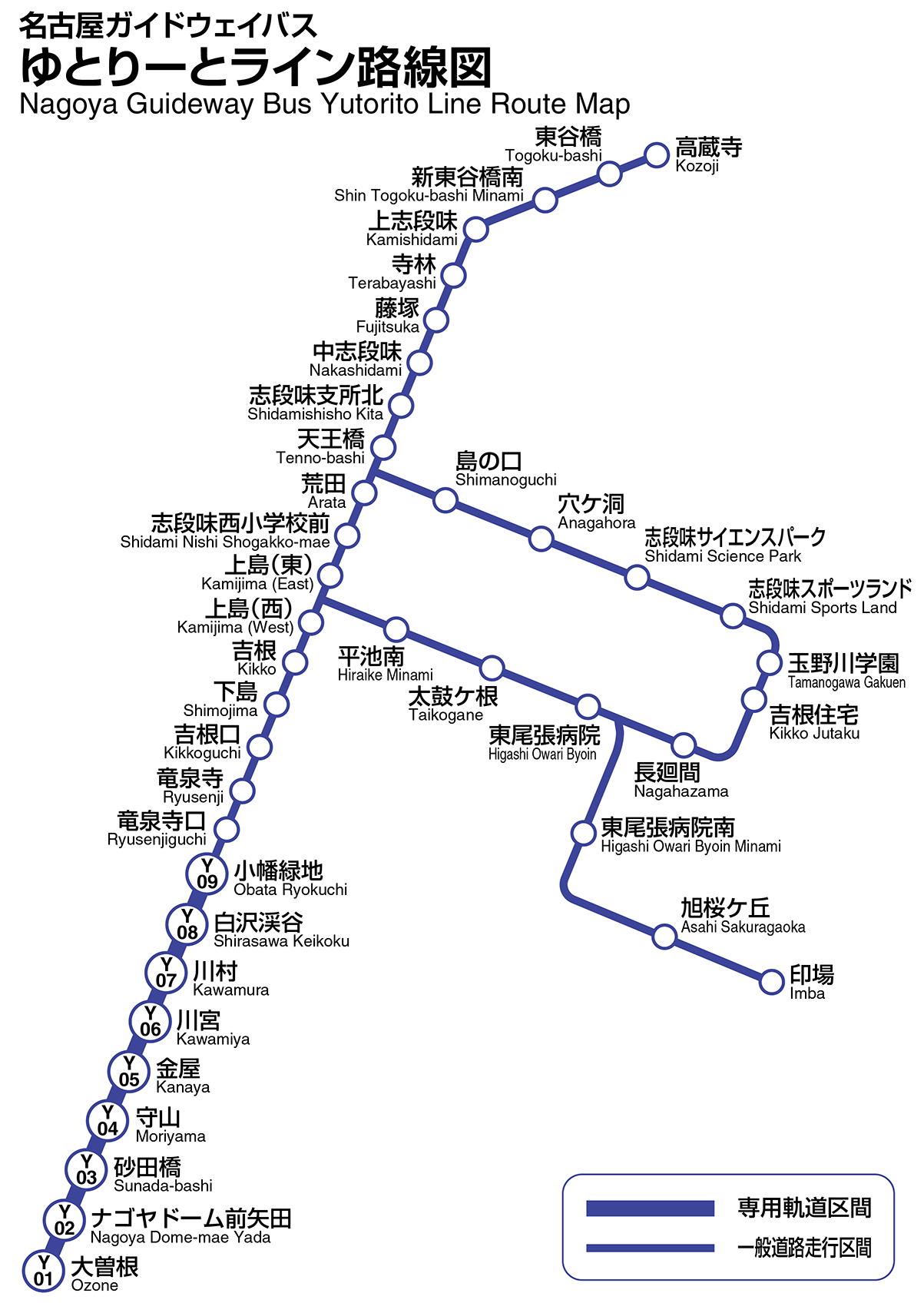
Streckennetz

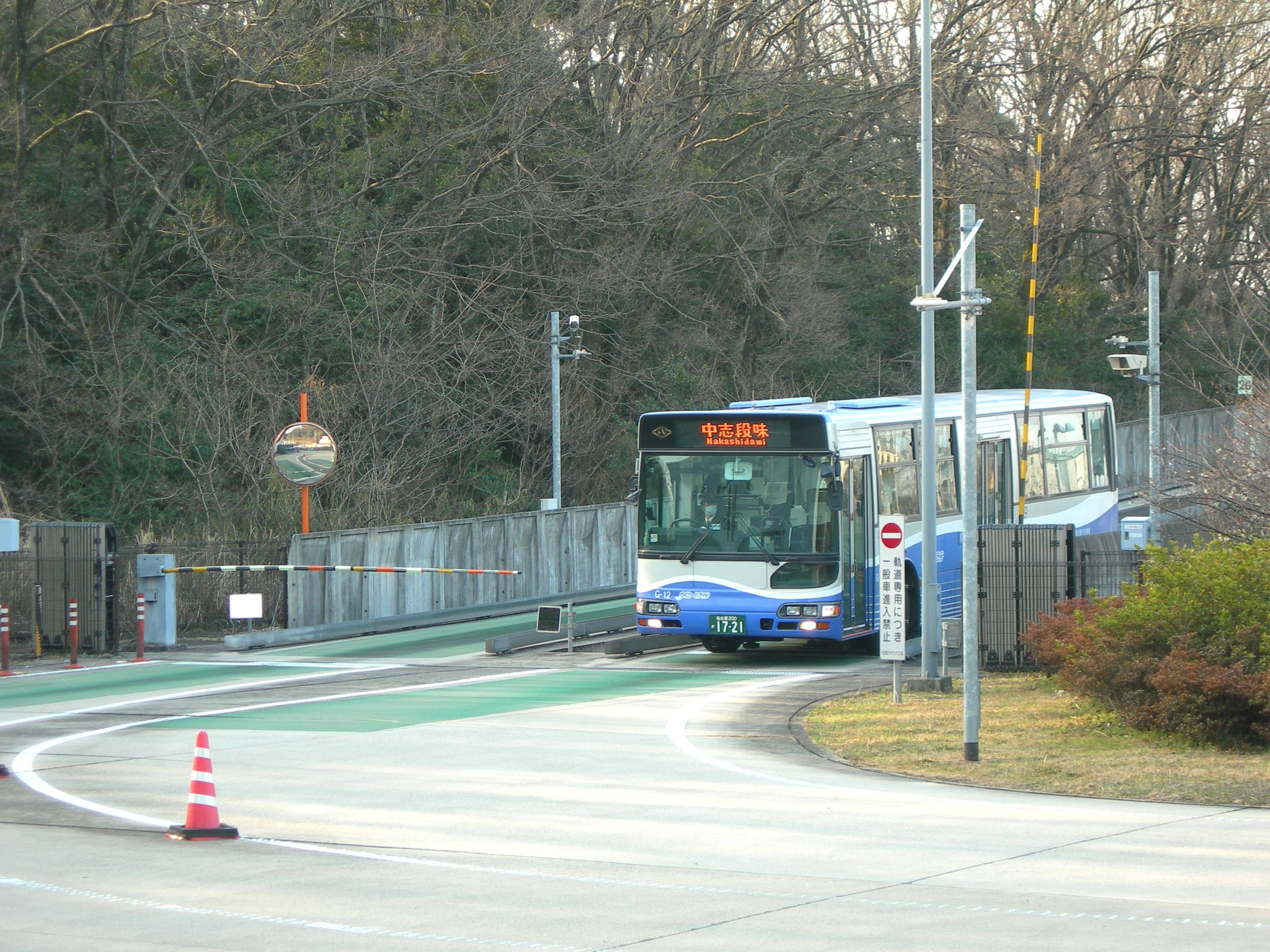
Übergang zum Straßennetz

Die Yutorito-Linie (jap. ゆとりーとライン, jap. Yutorīto Rain) ist eine Spurbusstrecke in der japanischen Stadt Nagoya. Im Nordosten der Stadt verbindet sie den Bahnhof Ōzone mit Wohngebieten im Bezirk Moriyama-ku. Es handelt sich um das einzige BRT-Verkehrssystem dieser Art in Japan. Der Betrieb erfolgt gemeinsam durch das Unternehmen Nagoya Guideway Bus Company und das Verkehrsamt der Stadt Nagoya.
Yutorito ist der geläufige Spitzname der Strecke, ein Kofferwort aus yutori (ゆとり, „entspannt“) und street (ストリート, „Straße“). Die offizielle Bezeichnung lautet Guideway Bus Shidami Line (ガイドウェイバス志段味線, Gaidowei Basu Shidami-sen).

## Beschreibung
Das Verkehrssystem ist zweiteilig. Vom Bahnhof Ōzone aus verkehren die Busse zunächst spurgeführt und vollständig vom übrigen Straßenverkehr getrennt auf einem 6,5 km langen Viadukt. Er verläuft zuerst in östlicher und anschließend in nördlicher Richtung über den Hauptstraßen. Dieser Abschnitt ist dem Eisenbahngesetz unterstellt. Er umfasst neun Haltestellen, die alle Hochbahnhöfen einer U-Bahn gleichen. Nach der Endstation Obata-Ryokuchi befahren die Busse eine Rampe und wechseln anschließend auf das gewöhnliche Straßennetz. Fünf Linien des städtischen Verkehrsbetriebs Nagoya City Bus nutzten die Yutorito-Linie: Eine davon ist auf die Spurbusstrecke beschränkt, die vier übrigen bedienen zusätzlich das Gebiet nordöstlich der Endstation Obata-Ryokuchi, wozu auch Teile der Vororte Kasugai und Owariasahi gehören.

## Geschichte
Der Bezirk Moriyama-ku war 1963 der letzte, der nach Nagoya eingemeindet wurde an war wegen seiner peripheren Lage weit im Nordosten jahrelang schlecht erschlossen. Es gab keine Bahnstrecken und die einzige Hauptstraße führte durch hügeliges Gelände. Buslinien waren unattraktiv für Pendler, da sie häufig in Verkehrsstaus stecken blieben. Eine von der Stadt Nagoya eingesetzte Studienkommission kam 1986 zum Schluss, dass ein Spurbussystem am vorteilhaftesten wäre. Das Projekt nahm konkrete Formen an, als die Stadtverwaltung sowie verschiedene Unternehmen und Universitäten die Planungen für den Shidami-Wissenschaftspark vorantrieben. Über 60.000 Menschen sollten sich in der Gegend niederlassen, weshalb eine bessere Verkehrserschließung unerlässlich war. 1990 sicherte das Bauministerium Subventionen zu. Die Stadt Nagoya und verschiedene interessierte Unternehmen gründeten am 1. April 1994 die Nagoya Guideway Bus Company. Die Bauarbeiten am Viadukt begannen im Februar 1996, die Eröffnung erfolgte am 23. März 2001.

## Haltestellen
| Name | Name                                      | km  | Anschlusslinien                                 | Lage   | Bezirk             |
| ---- | ----------------------------------------- | --- | ----------------------------------------------- | ------ | ------------------ |
| Y01  | Ōzone (大曽根)                            | 0,0 | Chūō-Hauptlinie Meitetsu Seto-Linie Meijō-Linie | Koord. | Higashi-ku, Nagoya |
| Y02  | Nagoya Dome-mae Yada (ナゴヤドーム前矢田) | 1,0 | Meijō-Linie                                     | Koord. | Higashi-ku, Nagoya |
| Y03  | Sunadabashi (砂田橋)                      | 1,6 | Meijō-Linie                                     | Koord. | Higashi-ku, Nagoya |
| Y04  | Moriyama (守山)                           | 2,7 |                                                 | Koord. | Moriyama, Nagoya   |
| Y05  | Kanaya (金屋)                             | 3,3 |                                                 | Koord. | Moriyama, Nagoya   |
| Y06  | Kawamiya (川宮)                           | 4,3 |                                                 | Koord. | Moriyama, Nagoya   |
| Y06  | Kawamura (川村)                           | 5,1 |                                                 | Koord. | Moriyama, Nagoya   |
| Y07  | Shirasawa-Keikoku (川村)                  | 6,0 |                                                 | Koord. | Moriyama, Nagoya   |
| Y08  | Obata-Ryokuchi (小幡緑地)                 | 6,5 |                                                 | Koord. | Moriyama, Nagoya   |